# San Francisco de Bánica
San Francisco de Bánica o semplicemente Bánica è un comune della Repubblica Dominicana di 7.272 abitanti, situato nella Provincia di Elías Piña. Comprende, oltre al capoluogo, due distretti municipali: Sábana Cruz e Sábana Higüero.